# 当热-圣罗曼
当热-圣罗曼（法語：Dangé-Saint-Romain，法語發音：[dɑ̃ʒe sɛ̃ ʁɔmɛ̃]）是法国新阿基坦大区维埃纳省的一个市镇，位于该省北部，属于沙泰勒罗区。该市镇于1971年由原市镇当热（Dangé）和维埃纳河畔圣罗曼（Saint-Romain-sur-Vienne）合并而成。

## 地理
当热-圣罗曼（46°56'11"N, 0°36'21"E）面积34.99 平方千米，位于法国新阿基坦大区维埃纳省，该省份为法国中西部省份，北起曼恩-卢瓦尔省和安德尔-卢瓦尔省，西接德塞夫勒省，南至夏朗德省，东南接上维埃纳省，东临安德尔省。
与当热-圣罗曼接壤的市镇（或旧市镇、城区）包括：昂托尼勒蒂亚克、安格朗德、勒尼、莱索尔姆、克勒兹河畔圣雷米、维埃纳河畔沃、韦莱什。

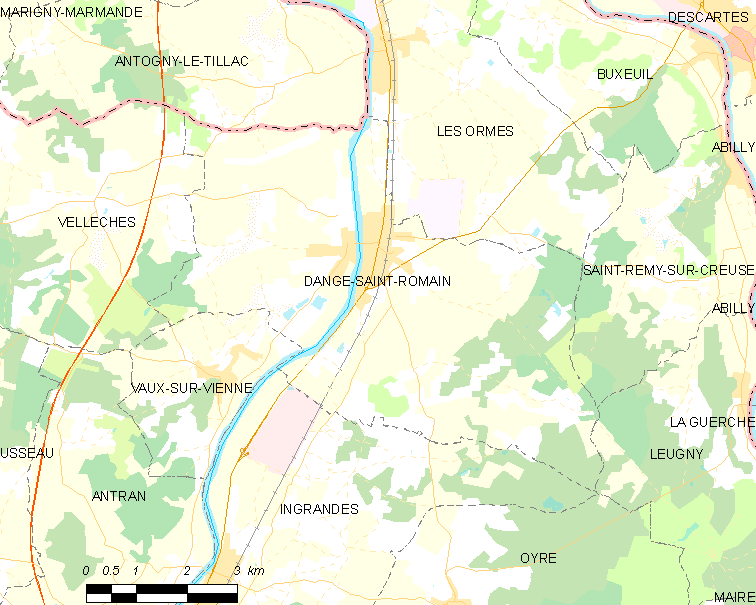
当热-圣罗曼的OSM定位图

当热-圣罗曼的时区为UTC+01:00、UTC+02:00（夏令时）。

## 行政
当热-圣罗曼的邮政编码为86220，INSEE市镇编码为86092。

## 政治
当热-圣罗曼所属的省级选区为沙泰勒罗第二县。

## 人口

1962-2008年间当热-圣罗曼人口变化图示

当热-圣罗曼于2022年1月1日时的人口数量为2968人。